# Campeonato Mundial de Atletismo de 2005 - Revezamento 4x100 m masculino
A competição dos 4x100 metros masculino no Campeonato Mundial de Atletismo de 2005 foi realizada no Estádio Olímpico, em Helsinque, na Finlândia, nos dias 12 e 13 de agosto de 2005.

## Recordes
Antes desta competição, os recordes mundiais e do campeonato nesta prova eram os seguintes:
| Tipo                  | Atleta         | Tempo | Local     | Data                 |
| --------------------- | -------------- | ----- | --------- | -------------------- |
|                       | Estados Unidos | 37.40 | Stuttgart | 21 de agosto de 1993 |
| Recorde do campeonato | Estados Unidos | 37.40 | Stuttgart | 21 de agosto de 1993 |

## Medalhistas
| Ouro                                                                  | Prata                                                                       | Bronze                                                                                   |
| França · Ladji Doucouré · Ronald Pognon · Eddy De Lépine · Lueyi Dovy | Trinidad e Tobago · Kevon Pierre · Marc Burns · Jacey Harper · Darrel Brown | Grã-Bretanha · Jason Gardener · Marlon Devonish · Christian Malcolm · Mark Lewis-Francis |

## Calendário
Todos os horários estão no horário local (UTC+2)
| Data         | Horário | Fase          |
| ------------ | ------- | ------------- |
| 12 de agosto | 19:00   | Eliminatórias |
| 13 de agosto | 21:40   | Final         |

## Resultados

### Eliminatórias
Qualificação: Os 3 primeiros de cada bateria (Q) e os 2 melhores tempos (q) avançam para as finais.
Bateria 1
| Pos. | Nacionalidade  | Atletas                                                              | Tempo | Notas            |
| ---- | -------------- | -------------------------------------------------------------------- | ----- | ---------------- |
| 1    | França         | Oudéré Kankarafou Ronald Pognon Eddy De Lépine Lueyi Dovy            | 3834  | Q,               |
| 2    | Jamaica        | Lerone Clarke Dwight Thomas Ainsley Waugh Michael Frater             | 38.37 | Q                |
| 3    | Alemanha       | Alexander Kosenkow Marc Blume Tobias Unger Marius Broening           | 38.58 | Q                |
| 4    | Austrália      | Daniel Batman Joshua Ross Patrick Johnson Matthew Shirvington        | 38.65 | q                |
| 5    | Brasil         | Cláudio Roberto Souza Bruno Pacheco Basílio de Moraes André da Silva | 38.92 |                  |
| 6    | Finlândia      | Markus Pöyhönen Nghi Tran Jarkko Ruostekivi Tommi Hartonen           | 39.30 | Recorde nacional |
|      | Estados Unidos | Mardy Scales Leonard Scott Tyson Gay Maurice Greene                  |       | DNF              |

Bateria 2
| Pos. | Nacionalidade       | Atletas                                                             | Tempo | Notas |
| ---- | ------------------- | ------------------------------------------------------------------- | ----- | ----- |
| 1    | Trinidad e Tobago   | Kevon Pierre Marc Burns Jacey Harper Darrel Brown                   | 38.28 | Q,    |
| 2    | Grã-Bretanha        | Jason Gardener Marlon Devonish Christian Malcolm Mark Lewis-Francis | 38.32 | Q     |
| 3    | Japão               | Nobuharu Asahara Shinji Takahira Tatsuro Yoshino Shingo Suetsugu    | 38.46 | Q     |
| 4    | Antilhas Holandesas | Geronimo Goeloe Charlton Rafaela Jairo Duzant Churandy Martina      | 38.60 | q,    |
| 5    | Canadá              | Richard Adu-Bobie Pierre Browne Anson Henry Nicolas Macrozonaris    | 38.67 |       |
| 6    | Nigéria             | Olusoji Fasuba Uchenna Emedolu Chinedu Oriala Deji Aliu             | 39.29 |       |
|      | Polónia             | Michał Bielczyk Marcin Jędrusiński Marcin Nowak Marcin Urbaś        |       | DNF   |
|      | Itália              | Luca Verdecchia Simone Collio Massimiliano Donati Andrew Howe       |       | DSQ   |

### Final
A final ocorreu dia 13 de agosto às 21:40.
| Pos.              | Nacionalidade       | Atletas                                                             | Tempo | Notas               |
| ----------------- | ------------------- | ------------------------------------------------------------------- | ----- | ------------------- |
| Medalha de ouro   | França              | Ladji Doucouré Ronald Pognon Eddy De Lépine Lueyi Dovy              | 38.08 | Melhor marca do ano |
| Medalha de prata  | Trinidad e Tobago   | Kevon Pierre Marc Burns Jacey Harper Darrel Brown                   | 38.10 | Recorde nacional    |
| Medalha de bronze | Grã-Bretanha        | Jason Gardener Marlon Devonish Christian Malcolm Mark Lewis-Francis | 38.27 |                     |
| 4                 | Jamaica             | Lerone Clarke Dwight Thomas Ainsley Waugh Michael Frater            | 38.28 |                     |
| 5                 | Austrália           | Daniel Batman Joshua Ross Kristopher Neofytou Patrick Johnson       | 38.32 |                     |
| 6                 | Antilhas Holandesas | Geronimo Goeloe Charlton Rafaela Jairo Duzant Churandy Martina      | 38.45 | Recorde nacional    |
| 7                 | Alemanha            | Alexander Kosenkow Marc Blume Tobias Unger Marius Broening          | 38.48 |                     |
| 8                 | Japão               | Shingo Suetsugu Shinji Takahira Tatsuro Yoshino Nobuharu Asahara    | 38.77 |                     |

Legenda
| Recorde mundial       | Recorde mundial (World record)               |                       | Recorde africano                      | Recorde africano (African) |                                           | Q | Classificado por posição (Qualified) |
| Recorde do campeonato | Recorde do campeonato (Championship record)  | Recorde da América    | Recorde da América (Americas)         | q                          | Classificado por melhor tempo (Qualified) |   |                                      |
| Melhor marca do ano   | Melhor marca do ano (World leading)          | Recorde asiático      | Recorde asiático (Asian)              | DNS                        | Não largou (Did not start)                |   |                                      |
| Recorde nacional      | Recorde nacional (National record)           | Recorde europeu       | Recorde europeu (European)            | DNF                        | Não terminou (Did not finish)             |   |                                      |
| Recorde pessoal       | Recorde pessoal do atleta (Personal best)    | Recorde da Oceania    | Recorde da Oceania (Oceania)          | DSQ / DQ                   | Desclassificado (Disqualified)            |   |                                      |
| Recorde da temporada  | Recorde da temporada do atleta (Season best) | Recorde sul-americano | Recorde sul-americano (South America) | NM                         | Sem marca (No mark)                       |   |                                      |